# Leandriella
Leandriella, monotipični biljni rod iz porodice primogovki smješten u tribus Whitfieldieae, dio potporodice Acanthoideae. Jedina vrsta je madagaskarski endem L. valvata Opisan je u Notulae Systematicae. Herbier du Museum de Paris 8: 155. 1939.  

## Opis
Grm endemičan za Madagaskar. Poznat je iz više od 5 lokaliteta. Raste po šumama na visinama od 0 do 500 metara

## Sinonimi
- Leandriella oblonga Benoist